# Spot - Supercane anticrimine
Spot - Supercane anticrimine (See Spot Run) è un film commedia del 2001 diretto da John Whitesell.
La pellicola è basata sulla storia di un cane dell'FBI specializzato nella lotta contro il crimine.

## Trama
Il postino Gordon si offre di prendersi cura del bambino della sua bella vicina di casa. Le cose si complicano quando, nonostante l'esperienza in materia di cani pestiferi, si trova a dover badare anche a un cane molto speciale. Gordon non sa, infatti, che il terribile animale è un super-cane anticrimine sfuggito ai suoi padroni.

## Colonna sonora
1. "Atomic Dog" - George Clinton
2. "Can't Smile Without You" - Barry Manilow
3. "Bust a Move" - Young MC
4. "At Last" - Etta James
5. "Mr. Sandman" - The Chordettes
6. "Dog" - Milo Z
7. "Hampster Dance" - Hampton the Hampster
8. "For Once in My Life" - Stevie Wonder
9. "As Long as You're Loving Me" - Vitamin C

## Produzione
La spesa di produzione ha raggiunto la cifra di 16000000 $. Il regista John Whitesell prima di produrre Spot - Supercane anticrimine aveva già diretto due film che avevano come protagonisti dei cani: Un poliziotto a 4 zampe e Turner e il casinaro.